# Miscanthus géant
Hybride
Parent A de l'hybridation 
  Miscanthus sinensis 
×

Parent  B de l'hybridation 
  Miscanthus sacchariflorus 
Synonymes
- Miscanthus floridulus 'Giganteus'[2]
- Miscanthus sinensis 'Giganteus'[2]

Le miscanthus géant (Miscanthus ×giganteus) est une espèce de plante monocotylédone de la famille des Poaceae, sous-famille des Panicoideae, originaire d'Asie orientale.
C'est un hybride interspécifique allotétraploïde (2n = 3 x = 57) qui résulte d'un croisement naturel rare entre une espèce diploïde, Miscanthus sinensis (2n = 2x = 38), et une espèce tétraploïde, Miscanthus sacchariflorus (2n = 4x = 76),, (dont il existe des formes génétiquement très différentes). Haut de près de 4 m sur sol humide et riche, s’il a bénéficié d’une température clémente, il évoque à la fois le maïs pour sa productivité, le bambou pour la finesse de ses feuilles et la canne à sucre pour sa hauteur.

Le miscanthus a trois utilisations principales : en litière animale, en paillage horticole et en biomasse. Le Miscanthus occupe une place centrale dans divers projets de développement de produits fabriqués à partir de matières végétales renouvelables, à terme cette plante pourrait être utilisé dans les matériaux de construction ou l’industrie des biopolymères. En France, l'implantation du Miscanthus giganteus remonte au milieu des années 2000. Sa culture s'est progressivement développée pour atteindre aujourd'hui environ 11 000 hectares de terres cultivées, principalement dans la moitié nord de la France bien que la culture tende à se développer également dans le sud-Loire.

## Culture

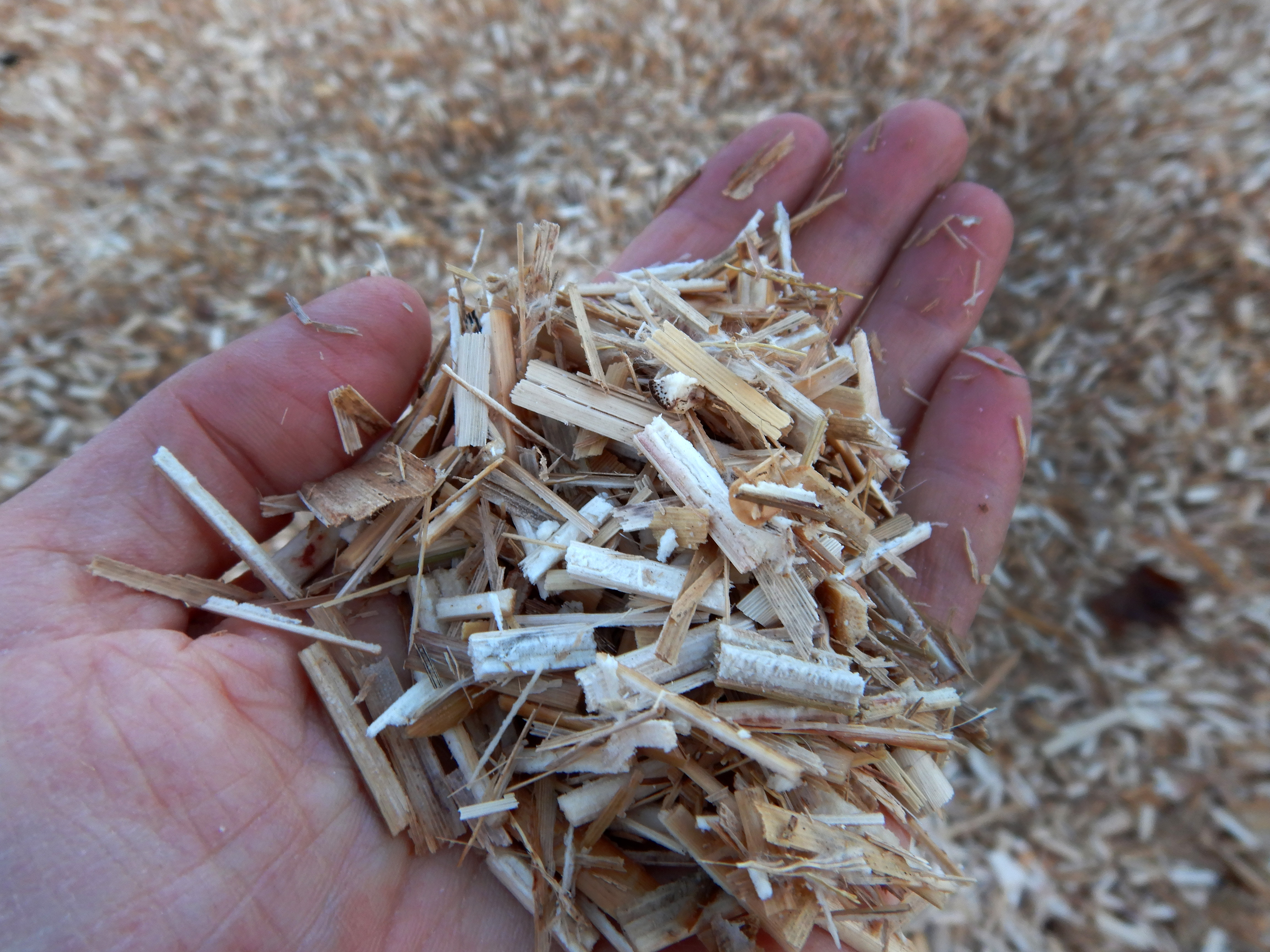
Miscanthus broyé après récolte, utilisable comme biomasse-énergie

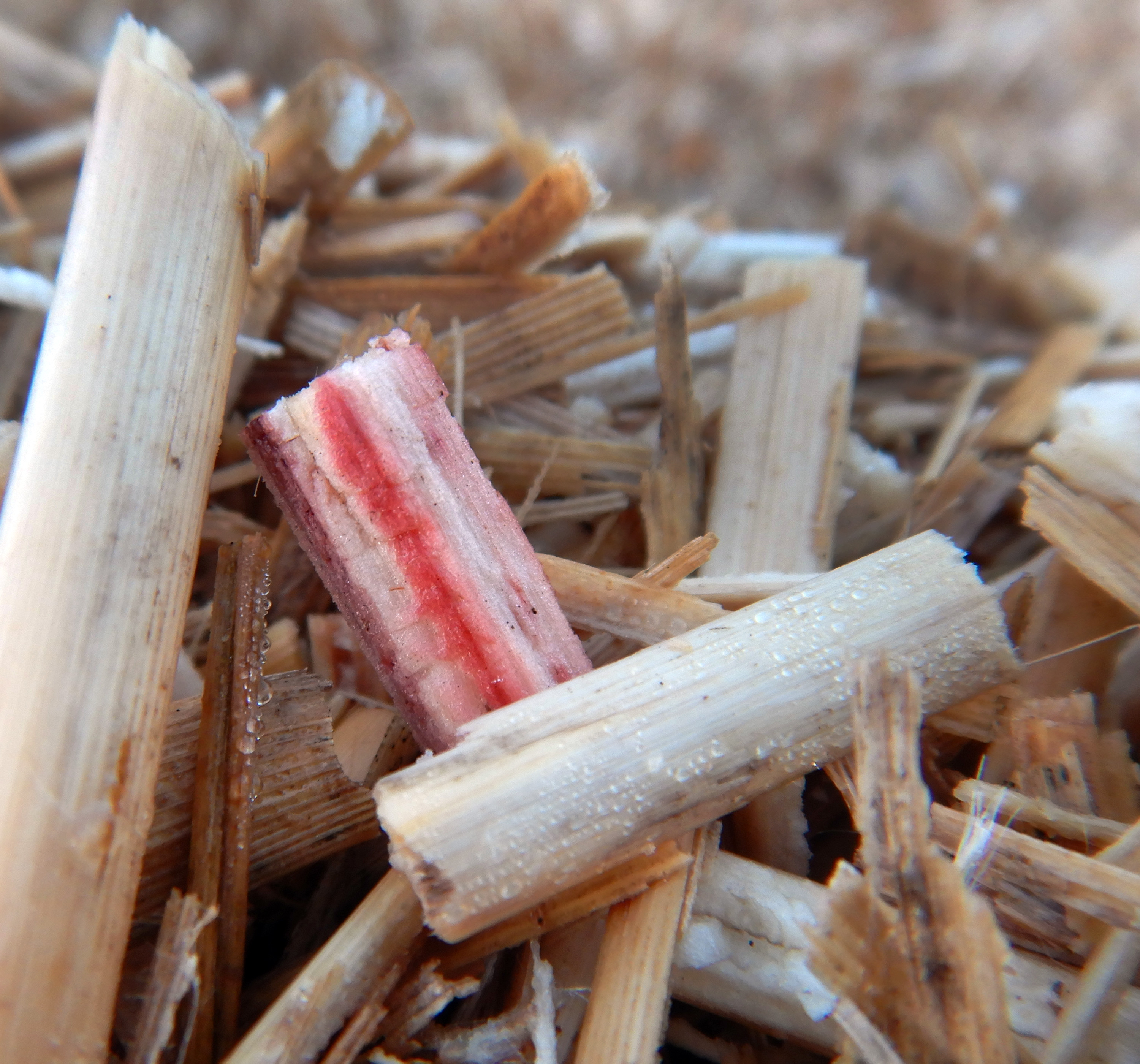
Détail

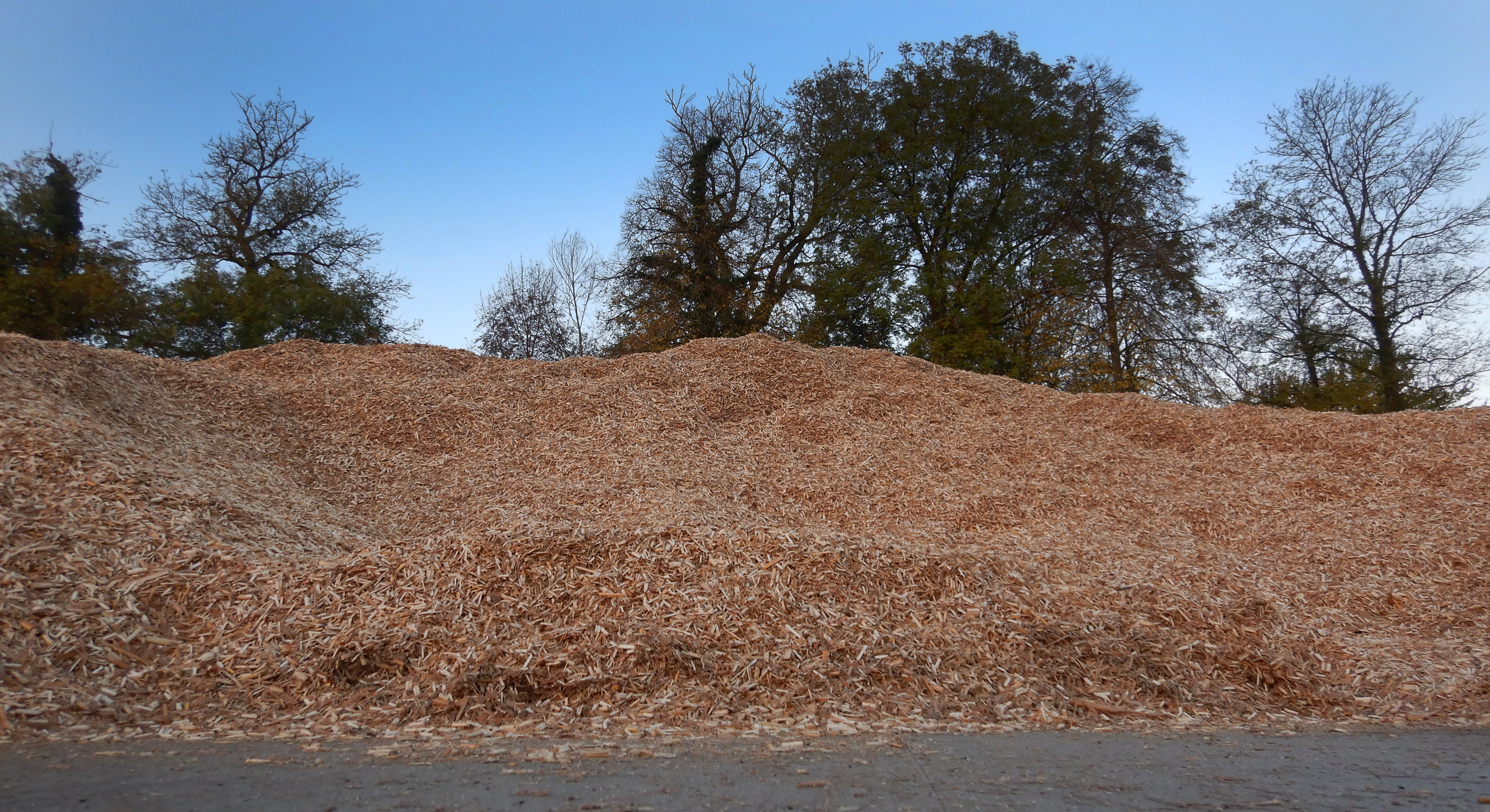
Stock de Miscanthus broyé

Il est planté au printemps sur un sol bien drainé, de pH de 5,5 à 7,5, plutôt riche en humus. La première récolte se fait après 2 ans. Avec l'apparition du froid, la plante entre en sénescence et les nutriments redescendent de la canne au rhizome. Le pic de croissance est en juin-juillet (sauf sécheresse). Les feuilles se dessèchent en automne, permettant une récolte des seules cannes au début du printemps suivant (leur taux d’humidité est alors bas, inférieur à 15%).
Le miscanthus est coupé et récolté par une ensileuse. Son rendement est d’un peu plus de 12 t/ha pour la France, il peut cependant dépasser les 20 t/ha dans les meilleures conditions géo-pédo-climatiques.
En France, l'INRA a fait des tests en plein champ et étudié, avec la société Kalys (Roubaix), les moyens de réduire le coût de production des pieds de miscanthus, concluant que la culture in vitro, le bouturage et la plantation en terre étaient rentables pour l’agriculture, mais nécessitant un investissement initial financier, technique et humain importants, car pour partie non mécanisable. La plantation se fait dans la quasi-totalité des cas avec des rhizomes sur un sol dont la terre a été préparée jusqu'à environ 15 cm de profondeur. Elle nécessite un désherbage à la fin de la première année : à la main, mécaniquement ou au désherbant chimique.
Le miscanthus est une plante pérenne, c'est-à-dire qu'elle repousse chaque année sans intervention de l'homme. Cependant il est important de noter que cette culture est stérile et non envahissante, elle ne repousse donc que là où elle a été plantée.
La destruction du miscanthus est simple, elle fait l'objet d'un protocole certifié. Il faudra arracher le rhizome, qui se desséchera au contact de l'air.

## En Europe
À partir des années 1990, l'Europe a financé plusieurs projets de recherche sur l'espèce
- Projet FAIR1-CT92-0294 « conditions de production » (1990–1996)
- Projet FAIR-CT96-1707 « action concertée sur le miscanthus » (1994-98) suivi d’une publication « Miscanthus pour la production d’énergie et de cellulose »
- Projet FAIR-CT96-1392 « amélioration génétique »
- Projet FAIR-CT97-3571 « utilisation du miscanthus dans les centrales thermiques et corrosion »
- Projet GRACE "Growing Advanced Industrial Crops on Margnial Lands for Biorefineries" (2017-2022)
- Projet MAGIC "Marginal Lands for Growing Industrial Crops" (2017-2021)
- Projet NEW-C-LAND "Projet de valorisation des sites marginaux par la production de biomasse végétale utilisée en énergie et matière" (2018-2022)

Au Royaume-Uni, le groupe Biomass Industrial Crops Ltd (Bical), fondé par des agriculteurs anglais en 1998, récolte en 2006 environ 400 000 t/an au Royaume-Uni, avec des aides gouvernementales (ex : aide à l’investissement de 40%, comme pour le TCR, de 2000 à 2013 par le département de l'Environnement, de l'Alimentation et des Affaires rurales (DEFRA) dans le cadre de l'« Energy Crops Scheme » (ECS) ce qui a permis à Bical de devenir leader parmi une dizaine de producteurs européens (avec un chiffre d’affaires annoncé de 6 millions d’euros en 2005).

### En France
En France, la culture du miscanthus évoquée depuis la fin des années 1980 est passée du stade expérimental (1995-2005) à une production commerciale en 2006-2007 à Bannalec (Finistère), puis à Voves (Eure-et-Loir) avec des exploitants actionnaires de la Société Bical Biomasse France, devenue NovaBiom en 2009. À cette époque, il y en avait moins de 300 ha en France et déjà plus de 20 000 (dont 5 500 dans les Midlands de l'Est au Royaume-Uni.
La première récolte a été de 500 tonnes récoltées sur 40 hectares (soit 12,5 t/ha) en Bretagne, au printemps 2006. Le miscanthus y avait été planté deux ans plus tôt par Bical UK. Cette production a été achetée en partie par un industriel cimentier, qui teste la valorisation en cimenterie de son pouvoir calorifique supérieur qui est, comme celui de la paille de blé, bien plus élevé que la plaquette de bois (4 500 à 4 700 kWh/t, contre 3 300 pour la plaquette, à masse égale).
En 2009 est créée l'association France Miscanthus qui regroupe différents acteurs de la filière du miscanthus et cherche à développer et structurer la filière de cette culture en France
. Aujourd'hui France Miscanthus fait office en France de référence sur le sujet du miscanthus.
En 2014, la société Biomasse Environnement Systèmes (BES), regroupant plus d'une dizaine de producteurs, commercialise plusieurs produits à base de miscanthus en France (produits de paillage, litière…), approvisionne des chaudières industrielles et la société polybiom.
En 2023, NovaBiom annonce avoir  implanté plus de  7 000 ha. en France et en Europe et produit plus de 150 millions de rhizomes depuis 2006.
En 2020, Rhizosfer a déjà planté 700 hectares en France .

## Débouchés

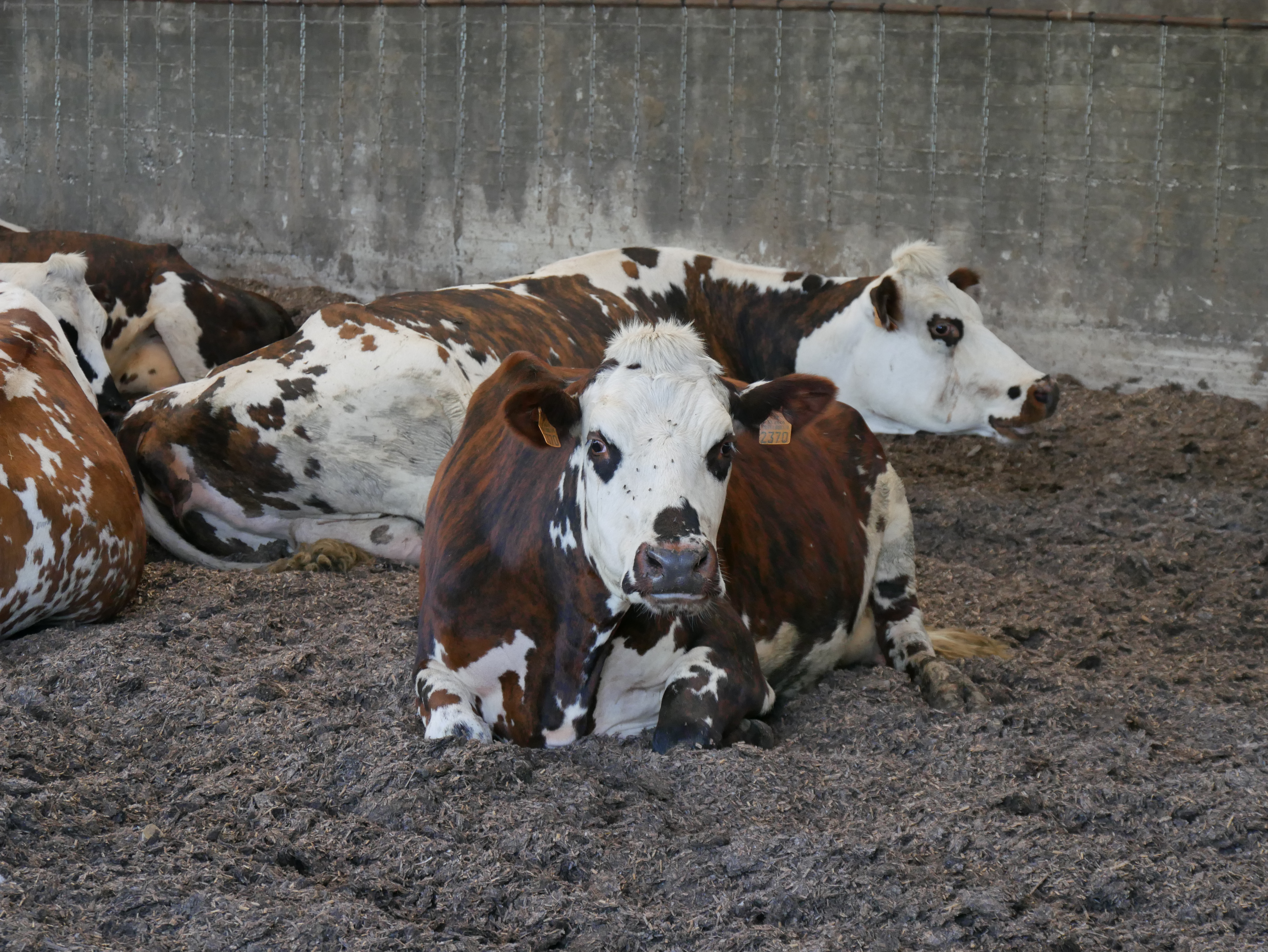
Du miscanthus en litière bovine

- Litière pour animaux de ferme ou domestique, paillage, ce débouché est le principal pour le miscanthus (52% de la production en 2022[15].Du miscanthus en litière bovine Le miscanthus remplace avantageusement la paille car il a une meilleure capacité d'absorption ; il reste donc sec plus longtemps[16].

- Paillage horticole, 25% du miscanthus est destiné à cet usage[15]. Doté d'un fort pouvoir absorbant le miscanthus retient bien l'eau[17], il est écologique puisque cultivé sans produits phytosanitaires.
- Biomasse utilisée comme combustible pour produire chaleur et/ou électricité, avec cogénération possible en unités industrielles[18]). L'utilisation du miscanthus en biomasse représente 20% de la production française[15].

- Biomasse à méthaniser [19]
- Certains éleveurs mettent de petites doses de miscanthus dans la ration de leurs vaches[20]. Cela représente environ 3% de la production de miscanthus [15].
- Le miscanthus pourrait prochainement être utilisé en tant que matériau biosourcé[21], dans l'industrie et la construction.
  1. Production de fibres (papier, panneaux de particule, pour l'écoconstruction éventuellement).
  2. Production d’éthanol[22] (agrocarburant)
  3. Production de béton pour la construction [23]
- Contribution aux puits de carbone ;
  1. pour la partie aérienne, si elle est par exemple transformée en panneau de particule, tant que le panneau n’est pas brûlé.
  2. pour les rhizomes et la rhizosphère qui stockent une partie importante du carbone absorbé par la plante, et dont une part importante pourrait rester dans le sol après la fin des cultures.

## Chiffres de la filière miscanthus en France
En France les surfaces de miscanthus et le nombre d’exploitations ont doublé depuis 2017 on prévoit en 2023 11 000 ha. On estime la production française à 57 440 tonnes en 2019.
En moyenne le miscanthus produit environ 12.7 tonnes de matière sèche par ha.
Le miscanthus est utilisé à hauteur de 52% comme litière animale, 25% de la production sert de paillage horticole et 20% comme combustible.

## Rentabilité
Selon une étude de FranceAgriMer de 2020 le prix de vente moyen du miscanthus des producteurs de l’échantillon s’élève à 207 €/tonne. Le prix varie fortement en fonction des conditionnements, de 158 €/tonne en vrac à 466 €/tonne en sac. Le prix diffère selon le débouché, celui qui présente le plus haut niveau de valorisation est le paillage, c’est également le débouché ayant la plus grande part de produits conditionnés en sac.

## Avantages écologiques
Le Miscanthus giganteus présente plusieurs intérêts écologiques significatifs. Tout d'abord il ne nécessite aucun intrant à partir de sa deuxième année et n’a pas besoin d’être traité avec des produits phytosanitaires (la chute des feuilles forme un tapis qui empêche la pousse des mauvaises herbes) ce qui contribue à préserver la qualité des sols.
De plus, cette plante a une capacité élevée à absorber le dioxyde de carbone de l'atmosphère, contribuant ainsi à réduire les émissions de gaz à effet de serre et à atténuer le changement climatique. Le miscanthus stocke durablement le carbone dans les sols à hauteur de 2t/ha/an.
Le Miscanthus est une plante pérenne qui peut être cultivée pendant plusieurs années sans nécessiter de labour ou de retournement des sols, permettant ainsi de réduire l'érosion des sols et de préserver la biodiversité.
Le miscanthus peut être utilisé comme biocombustible et ainsi remplacer des énergies fossiles pour faire fonctionner une chaudière. Dans le futur le miscanthus pourrait être utilisé dans la construction et l’industrie en tant que produit biosourcé.
Grâce à ses vertus écologiques la culture du miscanthus peut apporter des points pour obtenir les aides des écorégimes de la Politique agricole commune de 2023, notamment par la voie de la certification HVE (haute valeur environnementale) (également par la voie de diversification des cultures).

## Maladies et vulnérabilité
Les jeunes plants peuvent être mis en danger par un manque d'eau dans les mois suivant la plantation. Selon Covarelli (2012), « la technique actuellement utilisée pour diviser les rhizomes ainsi que les mauvaises conditions de stockage des rhizomes peuvent favoriser la croissance d’agents pathogènes fongiques transmis par le sol, ce qui entraîne une réduction significative de la viabilité et de la qualité des rhizomes et une baisse de la productivité du miscanthus ».
En Italie, trois champignons phytopathogènes se dont montrés capables de causer le « pourrissement du rhizome » de Miscanthus géant : Fusarium avenaceum, Fusarium oxysporum et Mucor hiemalis. Au Royaume-Uni, un virus peut être transféré au Miscanthus sinensis via le puceron Rhopalosiphum maidis, la plante devenant alors un réservoir du virus qui peut ensuite toucher les cultures de céréales et d’herbes sensibles.
L’agent pathogène fongique Leptosphaeria sp. a été signalé aux États-Unis comme source de la « brûlure du miscanthus » (tâches sur les feuilles). Divers Fusarium ont posé problème lors de la plantation de Miscanthus. Fusarium miscanthi a été isolé au Danemark à partir de paille de M. sinensis. En europe centrale, Fusarium culmorum et Fusarium proliferatum ont été identifiés comme cause de la pourriture du rhizome de M. x giganteus. En Amérique du Nord (Kentucky),  Pythium selvaticum  était l'agent d'une pourriture basale de la tige et de brûlures foliaires,  alors que Pithomyces chartarum causait une brûlure des feuilles.

## Paysage, biodiversité et chasse
Le miscanthus en culture modifie le paysage et la biodiversité du sol et du territoire concerné selon Karp et Shield, 2008, qui considèrent que les effets pour la faune sont neutres à légèrement positifs (pour certains oiseaux et insectes notamment) si elle remplace une parcelle d'agriculture intensive.
Les premières cultures peuvent servir de « refuge » à quelques espèces animales (chassées ou non) qui ont le temps de nicher sans souffrir de la récolte qui se fait en mars, sur sol sec ou gelé, en phase initiale du nouveau cycle de pousse, selon Semere et Slater (2007).
Le programme Phytener a étudié son impact sur la biodiversité végétale (sur six parcelles expérimentales dont quatre plus ou moins polluées par des métaux lourds) pour apprécier son intérêt écologique sur sols contaminés.
Au Royaume-Uni, « les plantations ne sont pas autorisées sur les terres communales. Sur les sites protégés (Sites of Special Scientific Interest (SSSIs), Scheduled Monuments (SMs), Local Nature Reserves, National Nature Reserves, Registered Battlefields, Special Areas of Conservation (SAC), Special Protection Areas (SPA), World Heritage Sites et Ramsar sites), ou près de ceux-ci, une autorisation est nécessaire ».
Une étude française a porté sur ses impacts écopaysagers, dans un parc naturel régional.